# Przeciąganie liny na World Games 2017
Przeciąganie liny na World Games 2017 – zawody w przeciąganiu liny podczas World Games 2017 rozegrane zostały w dniach 29-30 lipca 2017 roku. Zawody pań, rozegrane 29 lipca, rozegrane zostały na jednej z hal Akademii Wychowania Fizycznego we Wrocławiu, zaś zawody panów na Polach Marsowych we Wrocławiu.

## Medaliści
Źródło:
| Drużyna           | Złoto           | Srebro     | Brąz                         |
| Kobiety, 540 kg   | Chińskie Tajpej | Chiny      | Republika Południowej Afryki |
| Mężczyźni, 640 kg | Wielka Brytania | Szwajcaria | Niemcy                       |
| Mężczyźni, 700 kg | Szwajcaria      | Holandia   | Wielka Brytania              |

## Klasyfikacja medalowa
| Ranga | Reprezentacja                | Złoto | Srebro | Brąz | RAZEM |
| 1.    | Szwajcaria                   | 1     | 1      | 0    | 2     |
| 2.    | Wielka Brytania              | 1     | 0      | 1    | 2     |
| 3.    | Chińskie Tajpej              | 1     | 0      | 0    | 1     |
| 4.    | Chiny                        | 0     | 1      | 0    | 1     |
| 5.    | Republika Południowej Afryki | 0     | 0      | 1    | 1     |
| 5.    | Niemcy                       | 0     | 0      | 1    | 1     |